# 哈拉尔德·埃里希
哈拉尔德·埃里希（德語：Harald Ehrig，1949年11月6日—），德国前男子雪橇运动员。他曾代表东德参加1972年冬季奥林匹克运动会雪橇比赛，获得男子单人银牌。他也获得二枚世界雪橇锦标赛铜牌。